# Adrion Pajaziti
Adrion Pajaziti (Londres, 16 de noviembre de 2002) es un futbolista británico, nacionalizado albano y kosovar, que juega de centrocampista para el H. N. K. Hajduk Split de la Primera Liga de Croacia.

## Selección nacional
Tras jugar en las categorías inferiores de la selección, finalmente hizo su debut con la selección de Albania el 21 de marzo de 2025 en un encuentro de clasificación para la Copa Mundial de Fútbol de 2026 contra Inglaterra que finalizó con un resultado de 2-0 a favor del combinado inglés tras los goles de Myles Lewis-Skelly y Harry Kane.

## Clubes
| Club                     | País       | Año       | Partidos | Goles |
| ------------------------ | ---------- | --------- | -------- | ----- |
| Fulham F. C.             | Inglaterra | 2021-2023 | 1        | 0     |
| FK Haugesund (cedido)    | Noruega    | 2023      | 13       | 2     |
| H. N. K. Gorica (cedido) | Croacia    | 2024-2025 | 24       | 3     |
| H. N. K. Hajduk Split    | Croacia    | 2025-     |          |       |